# 台湾省 (中華人民共和国)
台湾省（たいわんしょう）は、中華人民共和国が名目上設置している省。1949年10月1日の建国以来、一度も中華人民共和国の統治下に入ったことがない。台湾問題を抱える中華民国も同名の省を設置しているが、組織的な関連性は全くない。

## 地理
台湾省は略称を「台」（たい）と称し、中国大陸とは台湾海峡を隔てた場所に位置する台湾の全域、澎湖諸島および尖閣諸島（中国名：釣魚台列嶼）を領域とする。ただし、台湾島と澎湖諸島は中華民国が、尖閣諸島は日本が沖縄県の一部としてそれぞれ実効支配しているため、全域に統治権が及んでいない。
北は東シナ海、東は太平洋、南西は南シナ海に面しており、西は台湾海峡を挟んで福建省と、東は日本と、南はバシー海峡を挟んでフィリピンと接している。
台湾島の地理についての詳細は、台湾#地理を参照のこと。

## 中華人民共和国にとっての台湾省
台湾島と澎湖諸島は1945年に中華民国国民政府によって接収され、中華民国の台湾省が設置された。その後、国共内戦で国民政府に決定的な勝利を収めた中国共産党は、1949年10月1日に中華人民共和国の建国を宣言し、1950年5月までに中国大陸のほぼ全域と海南島を制圧した。しかし、台湾省については、同年6月に勃発した朝鮮戦争の影響から本格的な軍事行動を行なえず、1958年に金門砲戦を仕掛けたものの中華民国の防衛陣を突破できなかったため、「解放」できないまま内戦が終結した。
このような経緯から、1949年以降も台湾省の省域を実効支配しているのは中華民国である。建国以来、一度として中華人民共和国の支配力が及んでいない以上、地方自治体としての「中華人民共和国の台湾省」は現実には何の実体も存在していないため、他の省・自治区・直轄市にみられるような人民政府や人民代表大会も設置されておらず、全国人民代表大会（全人代）にある「全人代台湾省代表団」の席が台湾省の存在を示す唯一の実体である。なお、2017年の第19回中国共産党大会では、初めて分断後に台湾で生まれ育った者が選出され、話題となった。
建国以来一度として統治できていないにもかかわらず、中華人民共和国が台湾省を設置し自国の1省として領有権を主張し続けるのは、「一つの中国」の立場から自分たちが中華民国を継承する唯一正当な「中国の政権」（継承国）であるとし、中華民国の支配下にあった台湾省も当然に継承する立場にあるとしているからである。
そのため、歴代の中華人民共和国政府は台湾省を自国の不可分の領域であるとし、2005年の反国家分裂法制定に見られるように、「台湾が独立すれば軍事行動も辞さない」という立場を採り続けている。一方で現実的には、台湾海峡両岸の経済関係の深まりなどから、軍事的な制圧による問題解決の可能性は1990年代以降徐々に低くなりつつある。しかし、政府高官による中華民国政府への挑発的発言や福建省沿岸部での軍事訓練などによって、中華人民共和国政府は常に中華民国政府に圧力をかけ続けている（台湾問題）。

## 行政区画

### 政府の公的な扱い
建国以来、中華人民共和国は台湾省を実効支配できていないため、台湾省内を公式的な現行の行政区画で区分できていない。
建国当初、国務院民政部が毎年編纂している『中華人民共和国行政区画簡冊』（簡体字：『中华人民共和国行政区划简册』）では、台湾省について『解放待ち』（『待解放』）と注記され、改革開放が始まってからは『暫定的に資料欠如』（『资料暂缺』）と書かれている。また、『中華人民共和国行政区画簡冊』では省都（省会）が空欄となっているが、同書に掲載されている「中華人民共和国総図」では、台湾省の省都を「台北」と記している。

### 地図上の扱い
中華人民共和国で出版される地図が台湾省内の行政区画を記載する場合、中華人民共和国の建国直前まで中華民国が使用していた台湾の行政区分を流用し、中華民国の行政単位を中華人民共和国の行政単位へと置き換えている。ただし、台湾における行政区分の改編にあわせ、表記内容も台湾の現状になるべく即したものへ修正されている。
例えば、中国地図出版社が発行した2013年版の『台湾地図冊』（簡体字：『台湾地图册』）では、台湾省内の行政区分を2地級市、5県級市、16県としていたが、2016年版の『台湾地図冊』では6地級市、3県級市、11県に改められ、一部地名も変更されていた。なお、『中華人民共和国行政区画簡冊』の「中華人民共和国総図」とは異なり、いずれも版も省都を台北市と明記している。
| 地図   | #                     | 名称 |
| ------ | --------------------- | ---- |
|        | 6地級市               |      |
| 1      | 台北市                |      |
| 2      | 新北市 （元・台北県） |      |
| 3      | 桃園市 （元・桃園県） |      |
| 4      | 台中市 （元・県級市） |      |
| 5      | 台南市 （元・県級市） |      |
| 6      | 高雄市                |      |
| 県級市 |                       |      |
| 7      | 基隆市                |      |
| 8      | 嘉義市                |      |
| 9      | 新竹市                |      |
| 県     |                       |      |
| 10     | 新竹県                |      |
| 11     | 嘉義県                |      |
| 12     | 苗栗県                |      |
| 13     | 彰化県                |      |
| 14     | 雲林県                |      |
| 15     | 屏東県                |      |
| 16     | 宜蘭県                |      |
| 17     | 南投県                |      |
| 18     | 花蓮県                |      |
| 19     | 台東県                |      |
| 20     | 澎湖県                |      |

### 地図上の中華民国との差異
地図上に描かれた中華人民共和国の台湾省は、「中華民国の台湾省」と下記の通りに差がある。
- 省都の扱い：中華人民共和国では、台湾省の省都を台北市と位置づけている。一方、中華民国の台湾省の省都は1945年から1957年まで台北市に所在したが、1957年から2018年までは南投県南投市中興新村に所在し、2018年以降は台湾省政府の事実上の廃止に伴い存在しなくなっている。
- 都市の扱い：中華人民共和国では台湾島の全域を台湾省の管轄としている。一方、中華民国では台北市（旧台北県の一部（陽明山管理局など）を含む）、新北市（旧台北県）、桃園市（旧桃園県）、台中市（旧台中県を含む）、台南市（旧台南県を含む）および高雄市（旧高雄県を含む）を直轄市に昇格させ、台湾省の管轄から外していた。
- 南海諸島の扱い：中華人民共和国では東沙諸島は広東省、それ以外は海南省の管轄とする。一方、中華民国では実効支配する島々（東沙諸島、南沙諸島の太平島・中洲島）をいずれも海南特別行政区の管轄としていたが、1990年以降は高雄市の管轄に変更された。

なお、日本が実効支配する尖閣諸島（中国語名：釣魚台列嶼）は、中華人民共和国・中華民国のいずれもが台湾省宜蘭県の所属として扱っている。また、中国大陸沿岸にある金馬地区（金門島、馬祖島、烏坵からなる）も、中華人民共和国・中華民国のいずれもが福建省の所属としている。

### 報道上の扱い
国務院台湾事務弁公室が運営する『中国台湾網』を含め、中国大陸のマスコミが台湾に関する報道を行う際は、一般的に現行の「中華民国の行政区分」で用いられている自治体名を使用している。例えば、2014年時点の中華人民共和国では新北市を台北県、桃園市を桃園県と表記する地図が最新版であったが、『中国台湾網』の記事は新北市・桃園市と既に表記していた。

## 交通
中華人民共和国政府は、以下の通りの道路および鉄道の敷設を計画しているが、実効支配が及んでいないため「中華人民共和国政府による整備」は実現していない。
- G228国道 - 環島公路（2013年に別の路線に番号を転用）
- G319国道（中国語版）（高雄から四川省成都市へ至る国道）
- 京台高速道路(G3)
- 台湾環線高速公路(G99)
- 京台高速鉄道
- 昆台高速鉄路（中国語版）

ただし、これらに類するインフラ整備は、大陸と台湾を結ぶ台湾海峡トンネルを除けば、中華民国政府によってほぼ実現されている。